# Gerard Bucknall
El Teniente General Gerard Corfield Bucknall CB MC (1894 – 1980) fue un oficial del Ejército Británico y comandante de Cuerpo, durante la Segunda Guerra Mundial.

## Historial de servicio

### Primera Guerra Mundial
En 1914, durante la Primera Guerra Mundial, Bucknall fue comisionado al Regimiento Middlesex, con el que sirvió en el Frente de Francia, con cierta distinción.

### Entreguerras
Durante el periodo de entreguerras, sirvió en el Ejército Egipcio (En la época, Egipto formaba parte de-facto del Imperio Británico), y asistió a la Academia de Estado Mayor de Camberley. Era comandante de batallón al estallar la Segunda Guerra Mundial.

### Segunda Guerra Mundial
En 1941, fue nombrado comandante de la 53.ª División de Infantería (Galesa), y en 1943, de la 5.ª División de Infantería, con la que entró en acción en la Operación Husky (Invasión Aliada de Sicilia) y en la Campaña de Italia.
Bucknall impresionó al Mariscal Montgomery, y cuando este fue nombrado comandante de la Operación Overlord, nombró a Bucknall, comandante del XXXº Cuerpo de Ejército; a pesar de que el Mariscal Alan Brooke, Jefe de Estado Mayor Imperial, no creía que Bucknall fuese capaz de mandar a ese nivel.
En agosto de 1944, Bucknall fue retirado del mando, dada la pobre actuación del XXXº Cuerpo, siendo sustituido por el teniente general Brian Horrocks. Montgomery reconoció que había sido un error nombrar a Bucknall, y este recibió un mando en Irlanda del Norte, donde continuó hasta su retiro.